# Bosyně (zámek)
Bosyně je tvrz přestavěná na zámek ve stejnojmenné vesnici u Vysoké v okrese Mělník. Od čtrnáctého století sloužila jako panské sídlo malého statku. Později se stala součástí větších panství a chátrala, ale za Lobkoviců byla obnovena a Pachtové z Rájova ji nechali přestavět v barokním slohu. Zámecký areál je od roku 1966 chráněn jako kulturní památka.

## Historie
Panské sídlo stávalo v Bosyni již od čtrnáctého století, kdy bývala vesnice rozdělena mezi několik majitelů. Byla jím tvrz připomínaná poprvé roku 1408, kdy na ní sídlil Jan Homut. Jeho potomkům patřila až do roku 1675. Patřil k nim Radslav Homut zmiňovaný roku 1432 a snad také v roce 1440. Roku 1465 byl poprvé zmíněn Jan Homut, který se oženil s Annou z Počapel. Dalším členem rodu a majitelem tvrze se stal Jindřich Homut, který na tvrzi pojistil věno manželce Marianě z Kokořova. Zemřel okolo roku 1540 a malé panství po něm zdědilo sedm synů.
Nejstarším z Jindřichových synů byl Jiří Homut, který rozšířil bosyňské panství o Chodeč a dvůr v Bosyni, který do té doby patřil městu Mělník. Roku 1575 však část vesnice včetně tvrze prodal Jiřímu Kaplířovi ze Sulevic. Ten statek rozšířil o pět vesnic a celý jej roku 1587 prodal Albrechtovi Pětipeskému z Chyš. Pětipeští z Chyš Bosyni připojili k byšickému panství, a nepotřebná tvrz v Bosyni chátrala. Albrecht zemřel roku 1596 a panství připadlo Václavu Felixovi Pětipeskému, který se zúčastnil stavovského povstání v letech 1618–1620. Za to byl odsouzen ke ztrátě veškerého majetku a zkonfiskované byšické panství koupila roku 1623 Polyxena z Lobkovic.
Lobkovicové tvrz nejspíše obnovili a Václav Eusebius Popel z Lobkovic bosyňský statek v roce 1668 prodal Václavu Silvestrovi Smrčkovi ze Mnichu. Hned následujícího roku jej od Václava koupil Daniel Pachta z Rájova. Bosyně v té době patřila k liblickému panství. Pachtům, kteří tvrz přestavěli na barokní zámek, Bosyně patřila až do roku 1845, kdy ji získal hrabě Fridrich Deym. Ve druhé polovině dvacátého století zámecký areál využíval státní statek.

## Stavební podoba
Hlavní zámecká budova je jednopatrová a má obdélníkový půdorys. V přízemí se nachází velký sál s povalovým stropem. K památkově chráněnému areálu patří také chlévy, dlouhá přízemní stodola a pozemky obehnané zbytky ohradní zdi. Všechny budovy obklopují nepravidelný dvůr.